# Jin Yucheng
Jin Yucheng (xinès:金宇澄) (Xangai 1952 -) escriptor xinès, Premi Mao Dun de Literatura de l'any 2015.

## Biografia
Jin Yucheng va néixer el 18 de desembre de 1952 a Xangai, en una família de rics comerciants originaria de Wujiang (吴江), un dels districtes urbans de Suzhou. El seu para va anar a viure a Xangai i es va incorporar al Partit Comunista Xinès, i va ocupar llocs d'alt funcionari, però l'any 1954 va ser arrestat i empresonat i enviat a treballar a una fàbrica de ciment de Huzhou a Zheiiang. Jin durant la Revolució Cultural, va ser enviat a una granja a Nenjiang,província de Zheijiang. Finalitzada la Revolució Cultural el pare de Jin va ser rehabilitat i recuperà les seves funcions polítiques i Jin va entrar a treballar a una fàbrica de rellotges.

### Carrera literària
El 1985, va publicar la seva primera novel·la, a la revista Mengya ("萌芽" 杂志): "El riu desaparegut" ("失去 的 河流") i el 1986 ve seguir publicant a la mateixa revista les obres "Erupció solar" ("光斑"), "L'illa" ("方 岛") i "Terra estrangera" ("异乡").
El 1987 va ser guardonat amb el premi de literatura de Xangai i el 1988 es va incorporar a l'Associació d'escriptors xinesos (中國 作家協會 Zhongguo zuojia xiehui) i va desenvolupar la seva carrera com a redactor de la revista "上海 文学 / Xangai wenxue"
Malgrat el reconeixement obtingut i haver entrat en el món de les lletres, dedica el seu temps a fer de redactor i només publica alguns relats curts a la revista Shouhuo ("收获") i, el 1990, a una col·lecció titulada "Perduda a la nit" ("迷 夜"), que sembla pertànyer a la "literatura d'avantguarda" de l'època.
El 2011 Jin va començar a publicar passatges curts al lloc web de parla de Xangai," longdang.org", amb el nom de "Pujant cap a un àtic" (獨 上 閣樓 Dushang gelou). Segons l'autor, hi havia una trentena de lectors que comentaven regularment el fil “Wo xie Fan Hua” [“Escric flors”] i feien peticions perquè escrigués més informació sobre districtes concrets de Xangai o per ampliar els relats en períodes històrics concrets.
Jin adaptaria la història per atendre les peticions dels seus lectors, i es va convertir en la seva obra més popular, Fan Hua (繁花) traduïda a l'anglès com a "Blossoms" i va rebre el Premi Mao Dun de Literatura de l'any 2015. La novel·la té més de 100 personatges i narra els canvis a la ciutat de Xangai durant 30 anys, des de l'època poètica dels anys 60 fins a la dècada d'Internet dels anys 90.Una de les peculiaritats de la novel·la és el fet d'estar escrita totalment en el dialecte de Xangai, o Wu(llengua).
Pel fet d'escriure sobre dones, alguns crítics comparen l'obra de Jin amb la de les escriptores com Eileen Chang o Wang Anyi.
El director de cinema Wong Kar-Wai va anunciar (2017) que preparava la versió cinematogràfica de "Blossoms" per finals del 2019 o a principis del 2020. En definitiva a finals de 2023 el projecte es va materialitzar en la producció d'una sèrie de televisió "Blossoms Shanghai" de trenta episodis, protagonitzada per l'actor Hu Ge en el paper de A Bao.